# Hellbent
Hellbent ist ein amerikanischer Horrorfilm von Paul Etheredge-Ouzts aus dem Jahr 2004. Es handelt sich um einen Slasher-Film, in dem die Figuren Schwule sind; er gilt daher als „erster Gay Slasher“ und Begründer einer Welle weiterer solcher Filme.

## Handlung
In der Nacht vor Halloween wird das Paar Mikey und George, als sie gerade auf einer Waldlichtung im Auto beginnen sich auszuziehen, um Sex zu haben, plötzlich von einem Killer, der bei nacktem Oberkörper eine Teufelsmaske trägt, mit einer Sichel geköpft. Am folgenden Tag soll der Schreibtischpolizist Eddie in West Hollywood Flyer über die Morde verteilen, wofür er die Polizeiuniform seines Vaters als Kostüm trägt, und begegnet dabei dem attraktiven Jake, der Motorrad fährt, an einem Tattooshop. Mit seinen Mitbewohnern und Freunden, dem bisexuellen promiskuitiven Chaz, dem athletischen Unterwäschemodel Tobey, der diesmal Drag trägt, und dem schüchternen, jüngeren Joey, der einen Lederharnisch trägt, fährt Eddie an den Tatort. Als der Mörder auftaucht, halten sie ihn für einen Cruiser und machen sich lustig, bis er verschwindet. Sie nennen ihn „Devil Daddy“.
Sie besuchen beim West Hollywood Halloween Carnival einen Club, wo sie auch den Mann mit der Teufelsmaske und Eddie Jake wiedersieht. Der zeigt sich interessiert, als Eddie erzählt, dass er bei einem Schießtraining der Polizei sein Auge verletzt hat, und will ihn an einem Karnevals-Schießstand sehen, wohin sie mit Tobey weggehen. Auf Chaz’ Ermunterung gibt Joey seinem Schwarm seine Telefonnummer, aber wird dabei von dessen Freunden abfällig heruntergemacht. Chaz bringt ihn tröstend in ein leeres Bad und geht dann einem Mann hinterher. Alleine wird Joey erst von seinem Schwarm Jared überrascht, der ihm seine Nummer gibt, dann von dem Mörder, der den abgetrennten Kopf mitnimmt und die Leiche zurücklässt. An einer Bühne im Freien tanzt Chaz, der zuvor Ecstasy genommen hat, im Rausch, sodass er nicht realisiert, wie der Killer ihm in den Bauch sticht. Als dieser ihn köpft, tanzt die Menge jubelnd weiter. Während Eddie und Jake Spaß haben, ist Tobey frustriert, dass ihn in Drag niemand anmacht, und läuft dem Mann in der Teufelsmaske hinterher. Der ignoriert ihn im Weggehen zunächst, aber dreht sich um, als Tobey Perücke und Schmuck abnimmt und seine männliche Brust zeigt, und tötet ihn. Tobey hat ihm auch seinen Führerschein mit der gemeinsamen Adresse der Gruppe hinterlassen.

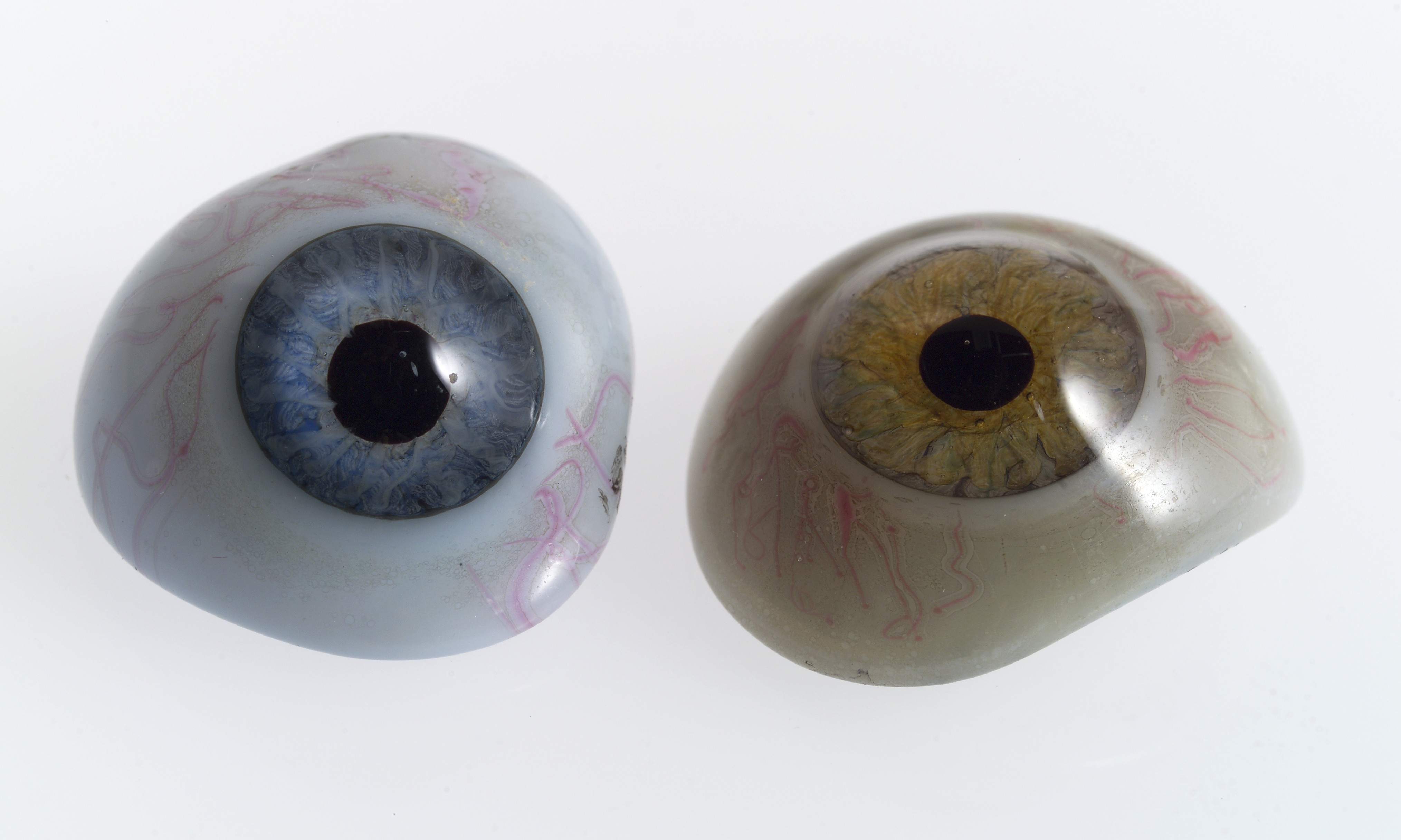
Eddies Glasauge wird für den finalen Schockmoment prominent in Szene gesetzt. Ed Gonzalez deutet es als Motiv für Eddies sexuelle Unsicherheiten und Selbst-Besessenheit und Fetischobjekt für den Mörder.

Als Eddie und Jake zum ersten Club zurückkehren, um dessen Motorrad zu holen, ist der Ort nach der Entdeckung von Joeys Leiche durch Polizisten bewacht, sodass sie heimlich über den Maschendrahtzaun klettern. Als Jake sich mit dem Motorrad wieder draußen befindet, aber Eddie noch innerhalb des umzäunten Bereichs, steht plötzlich der Mörder neben ihm und jagt ihn über das Gelände. Gerade als er mit der Sichelklinge Eddies Glasauge trifft, kommt Jake mit einem Polizist dazu, worauf der Mörder flieht. Nachdem sie auf der Polizeiwache waren, wo Eddie Jake von dem Glasauge erzählt, fahren sie zu Eddie nach Hause. Beim Vorspiel fesselt Jake Eddie mit Handschellen, die zur Polizeiuniform gehören, ans Bett. Während Jake im Bad nach Kondomen sucht, erscheint der Mörder und sticht auf ihn ein; der Mörder geht auch auf Eddie zu, aber wird von Jake mit einem Baseballschläger von hinten getroffen. Darauf gelingt es Eddie, seine Hände zu befreien, und nachdem er Jakes Wunde versorgt, am Telefon den Notruf zu wählen, doch der Mörder kann noch die Leitung kappen. In der Küche holt Eddie sich ein Messer und stößt auf die Köpfe seiner getöteten Freunde; im Schlafzimmer sperrt er sich mit Jake ein, den er zur Fluchttreppe bringt, und nimmt die Pistole seines Vaters an sich. Der Mörder bricht die Tür auf und stößt Eddie durchs Fenster und, nachdem er dessen Glasauge mit der Zunge herausnimmt, die Fluchttreppe herunter, wo er mit den Handschellen hängenbleibt. Während der Mörder Jake festhält und bedroht, schießt Eddie, trifft aber erst Jake in die Schulter und beim zweiten Versuch den Mörder in die Stirn.
Als der Krankenwagen da ist, trägt Eddie eine Augenklappe und Jake wird auf einer Trage mitgenommen, der Mörder jedoch auch, denn er ist noch am Leben. Der öffnet Augen und Mund und offenbart so Eddies Glasauge zwischen seinen Zähnen.

## Konzeption

### Idee und Inhalt
Die Grundidee des Films stammt von den Produzenten, darunter am wichtigsten Joseph Wolf (Halloween, A Nightmare on Elm Street), die drei Elemente festgelegt hatten, bevor Drehbuchautor und Regisseur Paul Etheredge-Ouzts in die Produktion einstieg: dass die Figuren schwul sein, der Film am West Hollywood Halloween Carnival spielen und der Mörder eine Maske tragen sollte. Etheredge-Ouzts erhielt völlige Freiheit, daraus eine Geschichte zu entwickeln. Er wurde für das Projekt ausgewählt, nachdem einer der Produzenten ein paar Seiten einer unveröffentlichten romantischen Komödie von ihm gelesen hatte, obwohl er zuvor noch kein Drehbuch geschrieben oder bei einem Film Regie geführt hatte.
Für ihn sei es eine Herausforderung gewesen, einen Slasher zu schreiben, weil er eigentlich empfindlich gegenüber Gore und Sadismus sei. Daher hatte er während der Arbeit am Drehbuch eigentlich geplant, so wie Hitchcock kein Blut zu zeigen. Er wollte Slasher nicht neuerfinden, sondern einen vertrauten Film mit neuartigen Figuren schaffen. Dazu recherchierte er für mehrere Monate, indem er sich mit Slasher aus den 1980ern vertraut machte, was ihm half, typische Strukturen und Figuren dieser Filme zu erkennen. Seine Haupteinflüsse seien aus den 1970ern als ‘goldene Zeit’ des Horrors gekommen; als „seltsame“ Einflüsse die Filme Orfeu Negro, Die schwarze Narzisse, Invasion vom Mars und die Filme von Kenneth Anger; außerdem das Hüllencover einer Psychomania-Videokassette, das unter anderem Partygänger, Handschellen und Motorräder zeigte. Visuelle Einflüsse kamen dazu von Künstlern wie den schwulen Pierre et Gilles und James Bidgood sowie durch den Katalog von Abercrombie & Fitch. Mit dem Produktionsdesigner und dem Hauptkameramann arbeitete zusammen, um eine surrealistische Karnevalsatmosphäre von Halloween zu erschaffen.
Auch wenn der Film teilweise Sexualverhalten zeigt und an einigen Stellen sexy ist, entschied Etheredge-Ouzts, keine überflüssige Sexszene einzufügen, die das lebhafte Tempo aufhalten würde. Die Produzenten befanden zwar, eine Darstellung vollständiger Nacktheit, die die Genitalien zeige, würde den Verkauf ankurbeln, aber drängten ihn nicht, eine in den Film aufzunehmen. Allerdings zeigt der Film viel Haut, alle Schauspieler sind im Verlauf des Films teilweise nackt, was aber gerechtfertigt sei, weil es zu dem West Hollywood Halloween Carnival passe und auch einen „Tits ’n’ Ass“ genannten Grundsatz  der Slasher-Filme befolge, der auch für Schwulenfilme gelte. Er arbeitete mit zwei Teams zusammen, eines aus dem Schwulenfilmbereich, das mehr Haut forderte, und eines aus dem Horrorfilmbereich, das zögerlich war gegenüber intimen Momenten, und wählte einen Mittelweg.
Nach dem Film entwickelte Etheredge-Ouzts die Geschichte für ein Sequel, das nicht umgesetzt wurde, nachdem Joseph Wolf im September 2005 verstarb.

### Figuren
Die Hauptfiguren charakterisierte Etheredge-Ouzts nicht als repräsentativ für die gesamte Schwulencommunity. Sie sollten nicht bestimmte ‘Typen’ Schwuler darstellen, sondern Figuren mit Tiefe und Menschlichkeit sein. Als Ausgangspunkt nahm er Stereotype aus Slasherfilmen – die Schlampe, die Naive, der Toughe, das Final Girl – und wandte einen schwulen Blickwinkel auf sie an. Während in Slasherfilmen Mord oft Bestrafung für vorehelichen Sex ist, wollte er schwulen Sex nicht mit Tod verknüpfen. „Stattdessen gab ich jedem von ihnen einen bestimmten tödlichen Makel, den der Mörder ausbeutet: Konsum sinnesbetäubender Drogen, Aufmerksamkeitssucht, einen Fluchtinstinkt von Liebesglück überwältigt. Ich verurteile ihr Verhalten bestimmt nicht – es sind im Grunde Kinder. Sie werden nicht für ihre menschlichen Fehler bestraft; der Mörder zieht einfach seinen Vorteil aus jeder Gelegenheit, die er sieht.“ Sie seien selbstbewusste, sympathische queere Jungs, die sich über die Sorge, ob es akzeptabel ist, schwul zu sein, hinaus bewegt haben. Sie sollten sich in ihrer Sexualität wohlfühlen und kein Problem mit ihr haben – so wie Etheredge-Ouzts selbst.
Neben den Hauptfiguren wollte er einen Querschnitt verschiedener Arten der Schwulenkultur zeigen; so sind auf dem Karneval etwa auch Bären, Ledermänner und echte Dragqueens zu sehen.
Den Mörder gestaltete Etheredge-Ouzts als stumme Bedrohung und unbeschriebenes Blatt, ohne ihm ein Motiv oder eine Stimme zu geben, die ungruselig wirken könnte, damit die Zuschauer selbst eine Interpretation aufstellen können. „Ich fand, dass jedes Detail, das ich dem Mörder hinzufügte, ihn der Gefährlichkeit beraubte; die beste Herangehensweise war, ihn so wenig wie möglich zu definieren.“ Auch ergebe sich daraus, dass der Film an 24 Stunden spielt und sich währenddessen auf die Gruppe Jungs konzentriere, dass diese keine Einsicht darin erhielten, wer der Mörder sei; in der kurzen Zeit gäbe es viele Informationen, die sie hätten entdecken müssen. Er habe aber mit den Produzenten, die bis zur letzten Drehwoche gefragt haben, ob er das Motiv enthüllen könne, darum gekämpft, es nicht zu tun. Es sei aber deutlich gemacht, dass die Morde nicht als Hassverbrechen begangen werden, der Film also nicht selbst antischwule Gewalt betreibe; auch weil der Held schwul ist. Etheredge-Ouzts wählte die Figur eines Teufels, eines klassischen Böses, weil der Mörder keine alte, hässlich verunstaltete Version des Bösen darstellen sollte. Stattdessen müsse er reizvoll sein, sodass die jungen Menschen ihn attraktiv und verführerisch finden und die Gefahr nicht erkennen würden. Daher sei das Kostüm bewusst sexuell. Die Sichel statt des typischen Messers soll an eine tierische Klaue erinnern.

## Produktion

### Besetzung
Etheredge-Ouzts wollte Schauspieler, die nicht schwul spielen würden, da die Sexualität der Figuren beiläufig sein sollte, statt sie zu definieren, und normale schöne Typen seien. Außerdem mussten sie ihre Figuren im Verlauf des Drehs entwickeln können, weil der Zeitplan zu eng für Proben war. Auch wenn abgesehen von Eddie, der als Lateinamerikaner geplant wurde, die Figuren hinsichtlich ihrer Ethnie nicht näher definiert waren, hoffte Etheredge-Ouzts diesbezüglich auf eine diverse Besetzung. Allerdings konnten nur wenige nicht-weiße Schauspieler zu Vorsprechen überzeugt werden. An einem Tag waren Vorsprechen für mehr als dreißig nicht-weiße Schauspieler angesetzt, von denen aber keiner erschien.
Alle Schauspieler der Hauptfiguren sind heterosexuell, aber empfanden es als kein Problem, schwule Liebesszenen zu spielen und Männer zu küssen, und seien zu allem bereit gewesen. Matt Philipps, der Tobey spielt, fürchtete sich davor, während des gesamten Drehs High Heels zu tragen, und zog sich mehrere Stürze zu. Etheredge-Ouzts’ Anweisung, wie man ein schwuler Mann sei, war, dass sie einfach sie selbst sein sollten, ein Mensch.
Der zentrale Hauptdarsteller Dylan Fergus (Eddie) wurde erst zwei Tage vor dem Drehbeginn besetzt, sodass, obwohl Etheredge-Ouzts für die Figur einen anderen Haarschnitt wollte, Dylans nicht mehr geändert wurde. Der Darsteller des Teufels war ein Model bei Abercrombie & Fitch.

### Dreharbeiten und Effekte
Bereits bevor Etheredge-Ouzts ein Drehbuch für den Film geschrieben hatte, wurden drei Kamerateams für erste Aufnahmen zum Halloween Carnival 2001 geschickt, weil er kein Archivmaterial verwenden wollte. Es entstanden ungefähr sechs Stunden Material durch die Second Unit, von denen weniger als zwei Minuten im Film landeten. Im Jahr 2003 beendete Etheredge-Ouzts das Drehbuch und kurz vor Halloween wurden die Schauspieler besetzt, sodass gerade am ersten Drehtag wieder der West Hollywood Halloween Carnival stattfand. Die Dreharbeiten am Carnival liefen insbesondere auf dem Santa Monica Boulevard mit dreißig Cast- und Crew-Mitgliedern. Zusätzlich wurden Sets für Lokalitäten des Carnivals geschaffen; beispielsweise wurde für den Fetischclub ‘Meat Locker’ eine örtliche Kirche hergerichtet.
Für digitale Effekte holte Etheredge-Ouzts sich Hilfe von Bekannten wie Stan Winston und von DreamWorks, indem er Gefallen einholte, wodurch die Kosten gering blieben. Obwohl er ursprünglich vermeiden wollte, Blut zu zeigen, ließ er die Maskenbildner auf ihrer Nachfrage Blutfarbe verteilen, was ihm schließlich sogar Spaß machte.

### Musik
Der Soundtrack des Films sollte sowohl die aktuelle schwule Jugendkultur als auch den Horror einfangen. Etheredge-Ouzts las einen Artikel über die Underground-Scene der queeren Punkmusik in Los Angeles, in dem der Künstler Nick Name vorgestellt wurde. Dieser wurde sofort kontaktiert und sagte zu mitzumachen. Seine Band tritt im Film als Act des Carnivals auf. Die Künstlerin Texas Terri, deren Lied während der Titelsequenz läuft, hatte Etheredge-Ouzts bereits für einen Kleinauftritt gecastet, bevor er wusste, dass sie Musikerin ist. Dennis Harvey der Variety beschreibt den Soundtrack als „zu gleichen Dosen Clubtracks und Korn-Style Nu Metal“.

## Promotion und Veröffentlichung

### Titel
Zwei Jahre fand Etheredge-Ouzts keinen guten Titel für den Film, sodass die Produzenten einen Online-Wettbewerb vorschlugen, bei dem Ideen eingereicht werden konnten. Die Beitragenden hatten den Film zuvor nicht gesehen, wodurch die Ideen nicht zum Film passten; Etheredge-Ouzts fand die Vorschläge furchtbar, die meisten zu campy oder zeitgebunden. Unter tausenden, von denen viele Wortspiele mit anderen Titeln darstellten, waren beispielsweise Boy Meets Knife, Queer Eye for the Dead Guy und 28 Gays Later (vgl. Boy Meets Boy, Queer Eye for the Straight Guy, 28 Days Later). Hellbent befand sich unter den finalen acht Einreichungen am letzten Tag. Etheredge-Ouzts wählte ihn aus, weil er einfach und aggressiv sei; außerdem greift er das Teufelsbild (hell = Hölle) und Schwulenjargon (bent = schwul) auf.

### Marketing
Als Mikro-Budget-Film hatte Hellbent ein minimales Marketingbudget. Er wurde erfolgreich beworben als der erste „Gay Slasher“. Bald darauf wurde von den Machern sowie in Besprechungen auch die Bezeichnung „queer“ verwendet. Filmwissenschaftlerin Claire Sisco King nennt als vorangegangene Slasher mit queeren Hauptfiguren, die demnach der Selbstidentifikation von Hellbent, der erste zu sein, widersprechen: Make a Wish von 2002, Dead Guys und High Tension von 2003. Etheredge-Ouzts meint aber, die Bezeichnung sei angemessen, denn auch wenn Horror viele schwule Elemente habe, sei dies der erste, in dem die Hauptfiguren explizit schwul seien; damit sei das Schwulsein vom Subtext zum Text bewegt worden.

### Vorführungen/Veröffentlichung
Hellbent wurde von Juni 2004 bis April 2006 auf ungefähr dreißig LGBT-Filmfestivals gezeigt – darunter das Outfest in Los Angeles, das Austin Gay and Lesbian International Film Festival, das Honolulu Rainbow Film Festival und das Seattle Lesbian and Gay Film Festival – und ab dem 16. September 2005 in neununddreißig kleinen und unabhängigen Kinos gezeigt, in denen er 183.000 Dollar einnahm. Der Film wurde vertrieben von den Schwesterfirmen Regent Studios und here! Films, die Regent Media gehörten. Auf DVD erschien der Film in den Vereinigten Staaten am 12. September 2006 und in Deutschland am 31. Oktober 2008 im Originalton mit englischen Untertiteln. Laut Etheredge-Ouzts in einem Interview von 2020 sei geplant, den Film zu remastern.

## Rezeption

### Kritiken
Dennis Harvey von Variety beschreibt den Film als geradliniger Slasher und von Etheredge-Ouzts geschickt gehandhabter Spaß. Es gebe zwar einige Logiklöcher, aber nicht mehr Grund zu kleinlichem Tadel als üblich bei solchen Filmen. „Während der formelhafte Verlauf eher unterhaltsam als gruselig ist, treibt der übertriebene Höhepunkt den Puls hoch.“ Er hebt unter den Schauspielern die Leistung Andrew Levitas (Chaz) hervor „mit dem meisten Schwung als unbeschämter Hedonist und zugleich gewissenhafter Freund“.
Laura Kern von der New York Times findet den Film einen amüsanten Schocker, der wirkungsreich in einem beständigen Tempo mit dem Publikum spiele. „Weil er mehr Zeit dafür verwendet, authentische, sympathische Figuren zu kreieren, als der durchschnittliche Horrorfilm, fällt es leichter, über die angedroschenen Dialoge und mittelmäßigen Effekte hinwegzusehen. Es macht es auch entmutigender, Zeuge ihrer grausigen Tode zu sein. […]  Letztlich ist es diese emotionale Bindung, zusätzlich zu ein paar raffinierten Kniffen, mit einer Blitzleuchte und einem Augapfel, sowie ein spannungsreicher Höhepunkt, die den Film zwingend sehenswert machen.“ Der größte Vorzug des Films sei, dass er nicht versuche, etwas zu sein, das er nicht ist, sondern es schlicht und einfach halte und befriedigende Unterhaltung für sein Zielpublikum, das Gore sucht, biete, aber gleichzeitig den Spielraum etwas erweitere, indem er schwules Kino einen Schritt näher an den Mainstream bringe.
Jeff Shannon der Seattle Times betont den Witz des Films. Zu seinen Gunsten würden ihm sowohl seine Neuartigkeit und die Raffinesse, mit der er sich auf seine Wurzeln besinnt, gereichen; „zusammen mit erinnernswerten Figuren und einer geschickten Kombination aus blutigen Schockmomenten und komischer Auflockerung, die für das Genre essenziell ist.“ Mit Humor würden die Tötungen unterstrichen, in denen Etheredge-Ouzts klugerweise die Gleichung des Genres Sex=Tod vermeide. Der Film solle weder abgelehnt noch übermäßig für seine Einmaligkeit gelobt werden, aber habe etwas Erfrischendes durch seine sympathische Besetzung und die Lebendigkeit von B-Movies.
Ed Gonzalez von Slant findet, der Film sei entgegen aller Erwartungen besser als die meisten seiner Sorte „mit einigen der reizvollsten und überzeugendsten Enthauptungsszenen seit Dario Argentos Aura“. Etheredge-Ouzts habe einen ausgeprägten Sinn fürs Visuelle, aber der Film Beweise auch Köpfchen, wie Gonzalez mit Deutungen zeigt. In Verweis auf Argentos Einsatz blinder Männer interpretiert er Eddies Glasauge als Motiv für dessen sexuelle Unsicherheiten und Selbstbesessenheit und Fetischobjekt für den Mörder.
Nach Meinung von Michael Koresky liefere der Film eine flotte und genüssliche Melange aus Sex und Tod und mache seinen Mängel an Nuancen durch unverfrorene Freude wett. Der Film sei zwar mehr effizient denn innovativ, aber erweise sich würdig, indem er Stolperfallen seiner Genres B-Movie-Horror und Schwulen-Independent-Filme. „Wie jeder formelhafte Low-Budget-Slasher spielt Hellbent nach den Regeln, indem er Recht klinisch seinen Weg abschreitet durch jede Tötung bis zur Jagd und Schießerei im Höhepunkt. Obwohl man verständlicherweise wünschen könnte, er wäre nicht bloß ein Horrorersatz mit Umkehrung der sexuellen Rollen und hätte stärker auf erzählerische Raffinesse gedrängt, hat er einen spürbaren Sinn an Wohlwollen, der kaum zu verleugnen ist.“
Suzanne Scott von IndieWire findet den Film wiederum enttäuschend und sogar feige, denn trotz des Anliegens kein ‘Gay Bashing’ zu behandeln, tue er genau das, indem er keiner Figur erlaube, zum Zug zu kommen. Das einzige Verbrechen, wofür die Opfer bestraft werden, sei, schwul zu sein. „Für einen Film, der anstrebt, Konventionen zu verdrehen, ist er schmerzlich konventionell.“
Ebenfalls negativ rezensierte Peter Hartlaub vom San Francisco Chronicle. Der Film sei zwar sexy, aber weder klug noch sehr gruselig. Selbst der Humor rette ihn nicht und der Horror sei bestenfalls mittelmäßig.

### Forschung
Claire King
Filmwissenschaftlerin Claire Sisco King untersuchte die Erzählweise des Films als Text sowie Werbetexte wie Interviews mit Etheredge-Ouzts als Extra-Texte und argumentiert, dass sie, entgegen der Bezeichnung des Films als queer, eine Ambivalenz gegenüber Queerness zeigen würden, die das subversive Potenzial untergrabe, indem queere Freuden und Praktiken gleichzeitig beteuert und geleugnet würden sowie queere Lesestrategien diszipliniert und dafür eine Homosexualität befürwortet, die sich in Heteronormativität einfügt, wodurch der Film zu deren Hegemonie beitrage. Während der Film als schwul identifiziert wird, würde kontrolliert, „wie schwul“ er sein kann und die Freuden, die der Film bietet, reguliert, indem Camp als Interpretationsrahmen abgewiesen wird zugunsten von normativer Tradition. Äußerungen des Regisseurs und Produzenten, dass die Figuren nicht deswegen sterben, weil sie schwul sind, widersprechend folgert King, dass sichtbare und öffentliche Darstellungen von Homosexualität bestraft würden und somit eingeschränkt werde, was schwul sein kann. Die Suche nach sexueller Befriedigung beschleunige den sicheren Tod, so übernehme der Film eine strafende Haltung gegenüber Sex und gebe implizit den Opfern die Schuld für ihr Leid. Sie seien nicht bloß zur falschen Zeit am falschen Ort, sondern zurechtgewiesen für Sehnsüchte, die der Film als gefährlich darstelle.
King interpretiert Eddie, der der am wenigsten queere der Figuren sei und darauf besteht, dass seine Freunde sich benehmen, als Verkörperung maskulinistischer Ordnung, indem seine Sorgen über das Aufrechterhalten sozialer Ordnung Nervosität bezüglich kultureller Umdrehung suggerieren und er eine Haltung zur Verteidigung des Normalen, Zulässigen und Dominanten übernehme. Er beginne durch seine Verletzung, die Impotenz andeute, als halber Mann und überwinde seine Schwäche durch phallische Bewältigung. Er triumphiert über sie und den Killer, indem er eine maskulinistische Verbindung zwischen Gewalt und Heldentum ausdrücke und der patriarchalen Aufforderung, ein Mann zu sein, Folge leiste. Dennoch werde durch das Überleben des Mörders gezeigt, dass eine Performance traditioneller heteronormativer Männlichkeit unmöglich und gescheitert sei. „Statt Eddies Halloween-Drag zu benutzen, um zu verdeutlichen, dass jede Identität gespielt, im Fluss und anfällig ist, greift Hellbent auf essentialistische und homophobe Gestaltungen von Identität zurück, die andeuten, dass Eddie, egal wie gut er einen ‚echten Mann‘ spielt, nicht fähig sein wird, diese Rolle zu erfüllen. So überwiegt Heteronormativität und das Verqueeren von Identität wird mit Gewalt an den Rand gedrückt, denn schlussendlich kann Eddies Bereitschaft, heteronormative Regeln zu befolgen, nicht seinen Defekt überwinden, und am Ende des Films bleibt unklar, was sein Defekt ist: seine Halbblindheit oder seine Sexualität.“
Darren Elliott-Smith
Darren Elliott-Smith, Autor von Queer Horror Film and Television, untersucht darin als Einzelfallstudie den Film Hellbent insbesondere als Parodie. Er sei „eine queere Aneignung der Slasherformel, die die Beziehung zwischen Penetrationsängsten und begehrten Bilder von Männlichkeit in der Schwulencommunity betrachtet. Der Film unterläuft nicht nur die traditionell konstruierte Handlungsstruktur und Figurentypen in seiner Parodie schwuler Stereotype, sondern verqueert auch Carol Clovers Final Girl, verdrängt sie hier durch einen Final Boy, der hier eine fast völlige Abweisung von Weiblichkeit herstellt. In seiner Vorstellung der objektifizierten, begehrten männlichen Figuren thematisiert er ein Gleiten zwischen der Identifizierung mit und dem Begehren für das erotische Objekt, das das schwule Subjekt als zugleich befriedigend und traumatisch empfindet.“ Die Elemente schwuler Parodie kommen daher, dass der Film die Konventionen und Stereotype des Slashergenres ausnutze, um einen Text zu kreieren, der mit patriarchal konstruierter Definitionen schwuler Subjektivität spiele, indem ironische Stereotype und Repräsentationen schwuler Sorgen über Geschlecht und Alter gezeigt würden. Er laufe aber auch Gefahr, durch die Übernahme von Machodarstellungen und -kostümen die Männlichkeit der Schwulenkultur fortzusetzen statt herauszufordern. „Die männlichen Stereotype […] heben nicht nur eine Sichtbarkeit einer macho-schwulen Männlichkeit hervor, sondern machen in der Folge Weiblichkeit unsichtbar und distanzieren den Zuschauer von beschämter Zuordnung zu ihr. […] Die Verwendung hypermännlicher Darstellung als Abweisung des Weiblichen ist durchgängig in Hellbent. In seiner Präsentation hypermännlicher Karikaturen bietet der Film eine schwule Männlichkeitsfantasie, jedoch sind diese hypermännlichen Typen entschuldigt durch das Mittel des Kostümkarnevals.“ Referenz für die hypermännlichen Kostüme der Hauptfiguren (Polizist, Biker, Cowboy, Lederjunge) sei Tom of Finland. Zugleich scheine das letzte Kostüm, Tobeys Drag, die Männlichkeit des Karnevals zu untergraben und eine Welt zu enthüllen, in der schwule Sexualität in hypermaskulinen und hyperfemininen Formen verkleidet ist. Die Figur sei ein Mittel, schwule Sorgen darüber, als Frau gedacht zu werden, auszulegen.
Den Teufel als Daddy, also erotische Vaterfigur, interpretiert er im Kontext von Freud und Leo Bersani. Hellbents monströse Variante des Daddy, ein phallisches Monster, sei erfüllt mit einer Drohung von Kastration. Als durch ihn Eddies und Jakes Sexualhandlung unterbrochen wird, wäre seine Tötung ein typisches Mittel traditioneller Slasher, wäre da nicht die bewusste und offensichtliche Codierung des Devil Daddys als zugleich gewaltsame Figur und Objekt erotischer Begierde. „Die sadomasochistische hin und her wechselnde Auflösung des Films […] bewegt sich zwischen dem Devil Daddy als sadistischer Beherrscher und Eddie als ursprünglich masochistisches Opfer (mit Handschellen während des Vorspiels ans Bett gefesselt) und später als sadistischer Henker (nach vielen quälenden Szenen des Vorspiels mit Jake wird Eddies Schuss auf den Killer symolisch zur Ejakulation). […] Die Erotik zwischen Eddie und dem Devil Daddy stößt auf die gewaltsame Tötung der Vaterfigur und der Transfer phallischer Kraft findet statt zwischen Vater und Sohn. Bersanis sanfterer Austausch von Macht ist zwischen Eddie und Jake zu sehen, als die Rollen Held und Opfer zwischen den beiden Männern im Bett getauscht werden.“ Das Blatt zwischen den beiden wende sich, als das Überleben von Jake, der als traditionell männlicher präsentiert wird, von Eddie abhängt und er so zur Damsel in distress für Eddies neuentdecktes Heldentum werde und, indem Jake Eddie einen Kuss erlaubt, erster feminisiert wird und zweiter zum heroischen Mann. Ein Stachel in Eddies Vermännlichung sei die fehlgeschlagene Tötung des Devil Daddys, der mit dem Glasauge Eddies Symbol phallischer Ermächtigung an sich genommen hat, aber auch diese Kastration sei illusorisch. „Ob sich der schwule Zuschauer mit dem Devil Daddy als queerer Killer oder, wie erwartet wird, mit Eddie als Final Boy identifiziert, er identifiziert sich mit einem Drang nach phallischer Ermächtigung, der fruchtlos bleibt. Im ersten Fall wird Identifizierung mit dem Devil Daddy durch das Fehlen subjektiver Kameraaufnahmen aus seiner Sicht behindert, und im zweiten Fall könnte der schwule Zuschauer zunächst eine beschämende Identifizierung mit Eddies Femininität erleben, aber finde durch Beteiligung an seinem Versprechen männlichen Überlebens einen Weg, die Verbindung mit weiblicher Passivität abzuweisen.“